# Energetický štítek

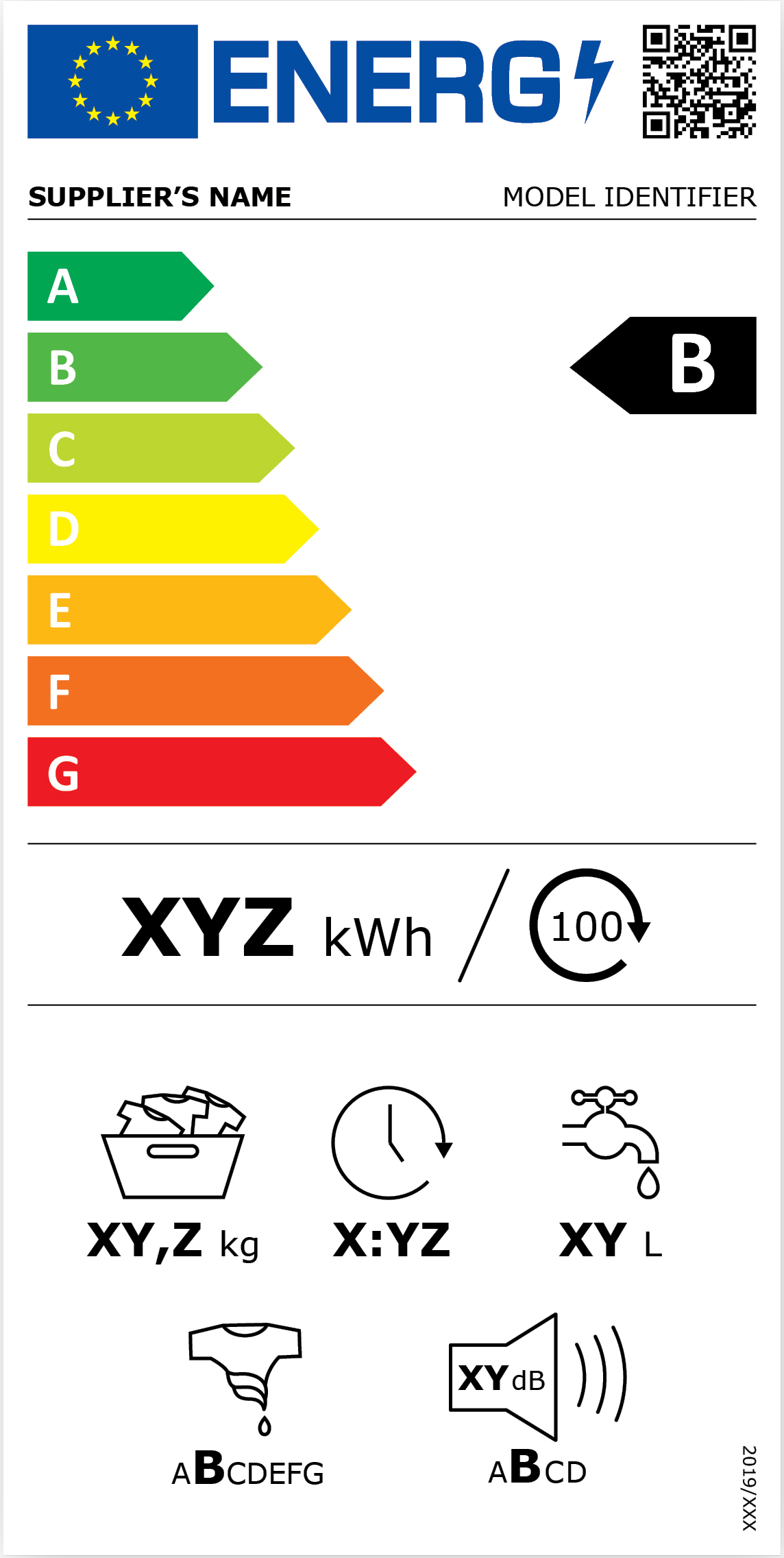
Energetický štítek pro pračku používaný nově od března 2021

Energetický štítek  poskytuje informace o energetické účinnosti elektrických spotřebičů a dalších spotřebičů v Evropském hospodářském prostoru. Uvádí spotřebu elektřiny, vody, objem vyprodukovaných emisí, hlučnost, výkonnost a pod. Energetickým štítkem se povinně označuje např. bílá technika, zdroje světla, zdroje tepla či auta.
Štítek uživateli umožňuje přehledně a jednoznačně ukázat skutečnou spotřebu energie zařízení, umožňuje srovnání a slouží jako orientační pomůcka při rozhodování o nákupu. Informace musí být také uvedeny v různých katalozích a musí být součástí webových stránek internetových prodejců. Pozměněná směrnice Evropské komise platná od března 2021 zavedla novou stupnici tříd energetické účinnosti sestupně od „A“ po „G“. 
Primárním cílem štítkování je snižování energetické náročnosti a souvisejících emisí. Evropská unie odhaduje, že všechna energetická opatření a opatření v oblasti ekodesignu od roku 2021 do roku 2030 přinesou celkovou úsporu v podobě ročních úspor primární energie ve výši přibližně 230 Mtoe (milion tun ekvivalentu ropy); roční spotřeby energie ve Španělsku a Polsku dohromady.
Obdobou pro budovy je tzv. průkaz energetické náročnosti budovy.

## Historie
Štítky pro označování spotřeby energie se začaly v Evropské unii používat od roku 1994 pro vybrané skupiny domácích spotřebičů. V roce 2004 byl systém rozšířen na širší škálu spotřebičů.
V roce 2019 proběhl průzkum Eurobarometr zaměřený na energetickou a klimatickou politiku EU. Z hlediska znalosti štítků je situace v České republice stejná jako průměr EU: 93 % spotřebitelů zná energetické štítky a 79 % ví, co znamenají. Češi jsou však energetickými štítky více ovlivněni při výběru spotřebičů: 84 % oproti 79 % průměru EU, prioritou je však spíše finanční úspora než ekologie.
V roce 2006 byly asi dvě třetiny chladiček a praček prodaných v EU zařazeny v energetické třídě A, zatímco v roce 2017 jich bylo přes 90 % ve třídách A+, A++ a A+++, zákazníci však často nevnímali tyto třídy jako výrazný rozdíl.
Od března 2021 jsou postupně zaváděny nové energetické štítky. Energetické třídy A až G byly předefinovány tak, že nejlepší spotřebiče v době změny spadají do kategorie B. První "přeštítkování" proběhlo k 1. březnu 2021 u 4 skupin elektronických spotřebičů. K 1. září 2021 k nim přibyly žárovky.
Formálně všechny novější předpisy navazují na nařízení Evropského parlamentu a Rady  2017/1369 z července 2017, kterým se stanoví rámec pro označování energetickými štítky.

## Informace uváděné na energetických štítcích

Starý energetický štítek na chladničce, platný do února 2021

Na evropských energetických štítcích je v pravém horním rohu QR kód umožňující přístup k podrobnějším informacím o výrobku. Nejvýraznější prvek je graficky zobrazená škála energetických tříd od zelené A po červenou G a energetická třída daného spotřebiče. Nad barevnou škálou je uveden název dodavatele a identifikace modelu spotřebiče. Pod ní je odhadovaná roční spotřeba elektřiny v kWh. Níže jsou pak uvedeny specifické parametry pro danou kategorii spotřebiče. Např. pro chladničky se uvádí objem chladicí části, objem mrazicí části a hlučnost, pro televizory se uvádí existence síťového vypínače, příkon v zapnutém stavu a úhlopříčka v cm a v palcích.

## Povinně štítkované spotřebiče
- automatické pračky
- bubnové sušičky prádla
- pračky kombinované se sušičkou
- chladničky, mrazničky a jejich kombinace včetně zařízení určených pro profesionální využití
- myčky nádobí
- odsávače par a elektrické i plynové trouby
- zdroje světla a svítidla (včetně klasických žárovek, zářivek, LED světel)
- klimatizační jednotky
- televizory[6]
- pneumatiky[7]
- vysavače[8]
- ohřívače vody, zásobníky teplé vody (např. tedy bojlery a kotle); od září 2015[9]
- zdroje tepla včetně kombinovaných systémů vytápění

## Průkaz energetické náročnosti budov (PENB)

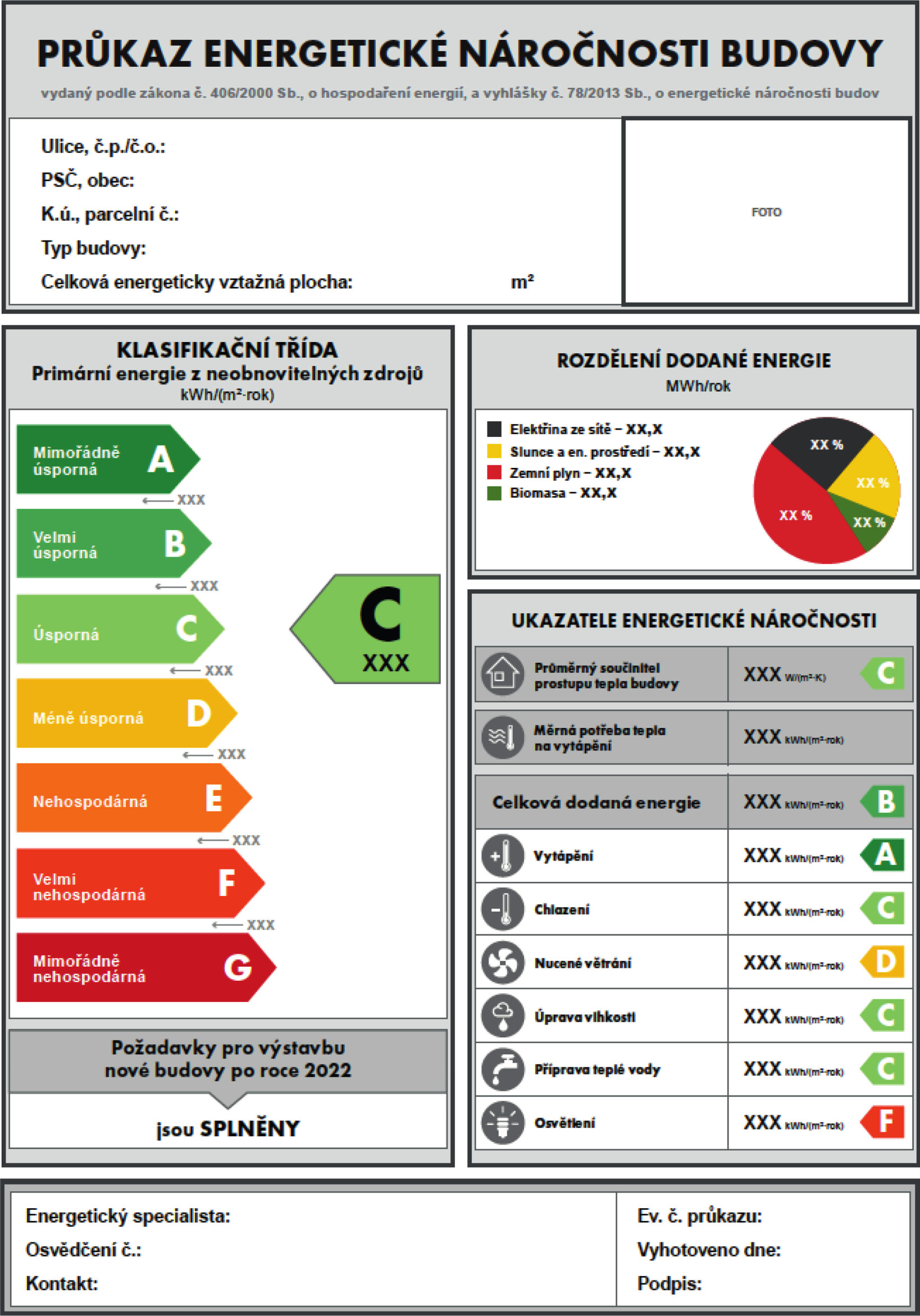
Průkaz energetické náročnosti budov v České republice

PENB určuje, jak je na tom daná nemovitost s potřebou energie, tedy jaké budou náklady na její provoz a tím má chránit spotřebitele. Ceny energií stále rostou a PENB má sloužit jako ochrana spotřebitele před nákupem energeticky náročné stavby. Průkaz energetické náročnosti budovy tedy slouží ke srovnání budov na základě jejich stavebního řešení a technických systémů, nikoliv ke stanovení skutečné spotřeby energie a vyhodnocení možností její úspory – k tomu naopak slouží energetický posudek a energetický audit.
Povinnost zpracování průkazu energetické náročnosti budovy vznikla na základě nutnosti transpozice evropské legislativy, která byla provedena zákonem o hospodaření energií. Cílem těchto opatření je významně snížit spotřebu energií na provoz budov.
Povinnost vypracovat průkaz energetické náročnosti budovy platí pro novostavby a rovněž na větší změny dokončených budov. Pro admimistrativní a některé další budovy byla povinnost postupně zaváděna v letech 2015-2019 (podle vztažné plochy). Průkaz je také potřeba při prodeji nebo pronájmu od roku 2016.
Nový Průkaz energetické náročnosti budov obsahuje nově informace nejen o dodané energii do budovy, ale také o neobnovitelné primární energii, která vyjadřuje vliv provozu budovy na životní prostředí. Součástí průkazu jsou i doporučující informace o možných opatřeních, která by pomohla snížit energetickou náročnost budovy.
Průkaz energetické náročnosti budovy platí 10 let ode dne jeho vyhotovení, avšak při větší změně budovy je třeba jej aktualizovat.

### Změna vyhlášky
Od září 2020 platí v České republice nová vyhláška 264/2020 Sb., o energetické náročnosti budov. V souvislosti s tím došlo ke změně průkazů energetické náročnosti budov. Cílem je efektivněji hodnotit energetickou náročnost budov. U PENB se mění mj. metodika výpočtu, protokol a grafické znázornění.

### Doklady potřebné k získání PENB
- Projektové podklady - pozornost je zaměřena zejména na vlastnosti obálky budovy.
- Provozní režim budovy - projeví se v počtu hodnocených takzvaných zón ve výpočetním modelu.
- Zprávu o úrovni vybavení technickým zařízením budovy (TZB) a stavu tohoto zařízení.
- Situace s orientací ke světovým stranám.
- Technická zpráva souhrnná - případně technické části.
- Půdorysy jednotlivých podlaží s označením místností.
- Pohledy na objekt ze všech stran.
- Minimálně jeden řez objektem.